# Протилежна стать (фільм)
«Протилежна стать» (англ. «The Opposite Sex») — американський комедійний мюзикл. Знятий 1956 року режисером Девідом Міллером. Рімейк фільму «Жінки» 1939 року. У головних ролях — Джун Еллісон, Джоан Коллінз, Долорес Ґрей, Енн Шерідан.

## Сюжет
Кей Гіллард вже десять років одружена із Стівом. В них росте маленька донечка. Та Кей, зайнята справами благодійності, не підозрює, що Стів недвозначно фліртує із танцівницею Крістал Аллен. Лише випадково, відвідуючи салон краси, Кей дізнається про це. Після голосної сварки з чоловіком, вона подає на розлучення. Стів і Крістал одружуються. Через певний час Кей дізнається, що у Крістал роман з музикантом Баком Вінстоном, а Стів просто втомився від нової дружини. Кей спробує повернути колишнього чоловіка…

## У ролях

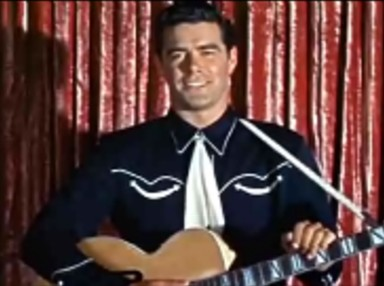
Бак Вінстон (Джефф Річардс)

- Джун Еллісон — Кей Гіллард
- Джоан Коллінз — Крістал Аллен
- Долорес Ґрей — Сильвія Фоулер
- Енн Шерідан — Аманда Пенроуз
- Енн Міллер — Глорія Делл
- Леслі Нільсен — Стів Гіллард
- Джефф Річардс — Бак Вінстон
- Аґнес Мурхед — графиня Де Брійон
- Шарлотта Ґрінвуд — Люсі
- Джоан Блонделл — Едіт Поттер
- Сем Лівін — Майк Перл
- Білл Гудвін — Говард Фоулер
- Еліс Пірс — Ольга
- Барбара Джо Аллен — Доллі ДеГевен
- Алан Маршал — Тед
- Керолін Джонс — Пет
- Леслі Перріш — ніжна модель

## Відмінності
На відміну від першого фільму, в цій екранізації на екрані з'являються і чоловіки, про яких у попередній лише шла мова, а колектив був суто жіночим.